# Tyson Langelaar
Tyson Langelaar (ur. 17 lutego 1999 w Winnipeg) – kanadyjski łyżwiarz szybki holenderskiego pochodzenia, olimpijczyk z Pekinu 2022, wicemistrz świata.

## Wyniki

### Igrzyska olimpijskie
| Rok  | Gospodarz | 1500 m | bieg drużynowy |
| ---- | --------- | ------ | -------------- |
| 2022 | Pekin     | 22     | 5              |

### Mistrzostwa świata na dystansach
| Rok  | Gospodarz      | 1500 m | bieg drużynowy |
| ---- | -------------- | ------ | -------------- |
| 2020 | Salt Lake City | 9      | 4              |

### Mistrzostwa świata w wieloboju
| Rok  | Gospodarz | 500 m  | wielobój |
| ---- | --------- | ------ | -------- |
| 2020 | Hamar     | srebro | 13       |

### Medalemistrzostw świata juniorów
| Rok  | Gospodarz      | 500 m | 1000 m | 1500 m | bieg drużynowy | sprint drużynowy | wielobój |
| ---- | -------------- | ----- | ------ | ------ | -------------- | ---------------- | -------- |
| 2016 | Changchun      | —     | —      | —      | srebro         | —                | —        |
| 2017 | Helsinki       | —     | brąz   | brąz   | —              | srebro           | brąz     |
| 2018 | Salt Lake City | —     | —      | —      | —              | —                | srebro   |